# Aspila dejeani
Aspila dejeani là một loài bướm đêm trong họ Noctuidae.